# Un otoño sin Berlín
Un otoño sin Berlín és una pel·lícula romàntica i dramàtica espanyola del 2015 dirigida per Lara Izagirre en el seu debut en el llargmetratge. És protagonitzada per Irene Escolar i Tamar Novas i fou estrenada al Festival Internacional de Sant Sebastià de 2015.

## Sinopsi
June és una noia de 28 anys d'aspecte fràgil però valent, amb un gran instint de supervivència, impulsiva i somiadora, encara que porta a la seva esquena un passat molt dolorós. De jove va marxar a Berlín a la recerca d'oportunitats i un dia decideix retornar a la seva ciutat natal, Amorebieta. Allí es retroba amb el seu antic amor, Diego, un jove escriptor poc sociable, molt sensible i que des de fa un temps viu aïllat del món tancat a casa seva. Junts s'enfrontaran al desencantament i a la falta d'expectatives alhora que renaixerà la seva vella història d'amor. També reprèn l'amistat amb Ane, que dona classes particular a Nico, un nen força especial.

## Repartiment
- Irene Escolar... June
- Tamar Novas... Diego
- Ramón Barea... Aita
- Naiara Carmona... Ane
- Itziar Ituño... Sofia
- Lier Quesada ... Nico

## Nominacions i premis
Festival Internacional de Cinema de Sant Sebastià
| Any  | Categoria    | Persona       | Resultat   |
| ---- | ------------ | ------------- | ---------- |
| 2015 | Premi Irizar | Irene Escolar | Guanyadora |

Medalles del Cercle d'Escriptors Cinematogràfics de 2015
| Categoria               | Persona       | Resultat   |
| ----------------------- | ------------- | ---------- |
| Millor actriu revelació | Irene Escolar | Guanyadora |

Premis Goya
| Any  | Categoria               | Persona       | Resultat   |
| ---- | ----------------------- | ------------- | ---------- |
| 2016 | Millor actriu revelació | Irene Escolar | Guanyadora |

Premis de la Unión de Actores
| Any  | Categoria                  | Persona       | Resultat |
| ---- | -------------------------- | ------------- | -------- |
| 2016 | Millor actriu protagonista | Irene Escolar | Nominada |

Premis Feroz
| Any  | Categoria                  | Persona       | Resultat |
| ---- | -------------------------- | ------------- | -------- |
| 2016 | Millor actriu protagonista | Irene Escolar | Nominada |

Premis Cinematogràfics José María Forqué
| Any  | Categoria      | Persona       | Resultat |
| ---- | -------------- | ------------- | -------- |
| 2016 | Muillor actriu | Irene Escolar | Nominada |